# Podbiel
Podbiel este o comună slovacă, aflată în districtul Tvrdošín din regiunea Žilina, pe malul râului Orava⁠(d). Localitatea se află la altitudinea de 559 m deasupra n.m., se întinde pe o suprafață de 19,29 km2 și în 2017 număra 1.284 de locuitori.

## Istoric
Localitatea Podbiel este atestată documentar din 1564.

## Demografie
| An:                | 1994 | 2004   | 2014   | 2024   |
| ------------------ | ---- | ------ | ------ | ------ |
| Număr de persoane: | 1177 | 1258   | 1277   | 1338   |
| Diferență:         |      | +6,88% | +1,51% | +4,77% |

| An:                | 2023 | 2024   |
| ------------------ | ---- | ------ |
| Număr de persoane: | 1329 | 1338   |
| Diferență:         |      | +0,67% |